# ليلليت دوبي
ليلليت دوبي هي ممثلة هندية، ولدت في 13 مايو 1961 ببونه في الهند.

## أعمال

### أفلام
- (2003) غدا قد يأتي وقد لا يأتي[4]
- (2004) فانيتى فير[5][6]
- (2013) صندوق الغداء[7]
- (2014) عشاق السحر
- (2015) فندق بست إكزوتك ماريجولد الثاني[8]

## وصلات خارجية
- ليلليت دوبي على موقع IMDb (الإنجليزية)
- ليلليت دوبي على موقع قاعدة بيانات الأفلام العربية
- ليلليت دوبي على موقع ألو سيني (الفرنسية)
- ليلليت دوبي على موقع أول موفي (الإنجليزية)
- ليلليت دوبي على موقع قاعدة بيانات الأفلام السويدية (السويدية)
- ليلليت دوبي على موقع قاعدة بيانات الفيلم (الإنجليزية)
- ليلليت دوبي على موقع كينوبويسك (الروسية)